# گاگارینو
گاگارینو (به قزاقی: Gagarino) یک منطقهٔ مسکونی در قزاقستان است که در استان آلماتی واقع شده‌است.